# Julius Fučík (periodista)
Julius Fučík (Praga, 23 de febrero de 1903-Berlín, 8 de septiembre de 1943) fue un periodista y escritor checoslovaco, miembro del Partido Comunista de Checoslovaquia. Fue detenido por la Gestapo y ejecutado.

## Biografía
Nació en el seno de una familia obrera. Estudió filosofía en la Universidad de Pilsen. En 1921 ingresó en el Partido Comunista y por esas mismas fechas se inició como crítico literario y teatral. Fue redactor de las publicaciones comunistas Rude Pravo y Tvorba, en las que publicó reportajes sobre temas sociales y culturales.
A comienzos de los años treinta fue varias veces a la Unión Soviética. Fruto de esos viajes es su obra documental En la tierra donde el mañana ya es ayer.
Cuando el ejército nazi ocupó Checoslovaquia, continuó publicando con seudónimo, recuperando las figuras clave de la cultura progresista checoslovaca.

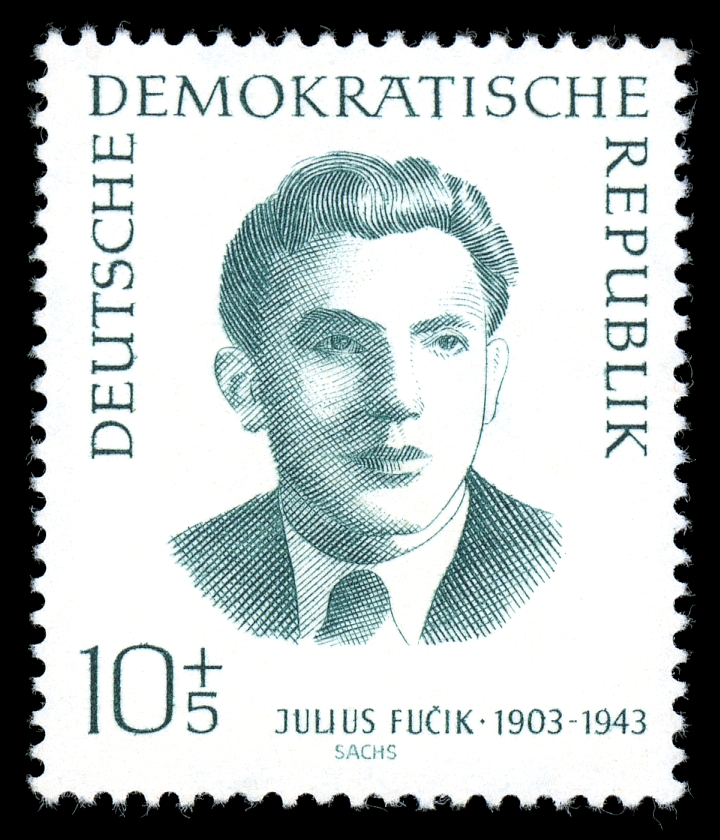
Sello postal de la RDA con la imagen de Fučík.

En febrero de 1941 pasó a ser miembro del Comité Central del Partido Comunista en la clandestinidad, encargándose de las publicaciones ilegales. En abril de 1942 fue detenido por la Gestapo, trasladado a Berlín en el verano del año siguiente, torturado, y colgado poco después (no decapitado, como suele decirse).
Su Reportaje al pie de la horca fue sacado hoja por hoja de la cárcel y publicado en 1945, adquiriendo resonancia internacional. Ha sido traducido a noventa idiomas.
El Día del Periodista es una festividad en la que se celebra a los periodistas y comunicadores. El 8 de septiembre se conmemora ese Día en homenaje al checo Julius Fučík, ejecutado por los nazis el 8 de septiembre de 1943.

## Algunas publicaciones

### Reportajes
- Reportáže z buržoazní republiky, publicado en journals, reunidos en 1948
- V zemi, kde zítra již znamená včera, acerca de la Unión Soviética, 1932
- V zemi milované, acerca de la Unión Soviética, publicada póstumamente en 1949
- Reportáž psaná na oprátce (Notas de la Horca) 1947, completo texto en 1995, muchas ediciones y traducciones

### Crítica teatral y ensayos literarios
- Milujeme svoji zem, 1948
- Stati o literatuře, 1951
- Božena Němcová bojující, O Sabinově zradě, Chůva publicado en Tři studie, 1947.

### Otras
- Pokolení před Petrem, novela autobiográfica, 1939